# Paparore
Paparore ist eine kleine Siedlung im Far North District der Region Northland auf der Nordinsel von Neuseeland.

## Geographie
Die Siedlung befindet sich rund 7,5 km nordwestlich von Awanui an der Westseite des Rangaunu Harbour. Von hier aus erstreckt sich die Aupōuri Peninsula nach Norden. Die nächstgelegene Siedlung ist  Waipapakauri, rund 4 km weiter südlich. Der nächstgelegenen größeren Ort, Kaitaia, befindet sich rund 15 km südlich und ist über den New Zealand State Highway 1 zu erreichen, der knapp 2 km westlich an der Siedlung vorbeiführt.

## Wirtschaft
Haupteinnahmequelle der Siedlung ist die Milchwirtschaft.

## Bildungswesen
Die Siedlung verfügt mit der Paparore School über eine Grundschule mit den Jahrgangsstufen 1 bis 6. Im Jahr 2014 besuchten 160 Schüler die Schule.